# Зеґжинське водосховище
Зеґжинське водосховище, або Зеґжинське озеро (пол. Jezioro Zegrzyńskie) — водосховище в Польщі, що розташоване на північ від Варшави. Утворилося після розбудови греблі в 1963 р. в нижній течії річки Нарви. Його площа — близько 33 км².